# Till bråddjupets rand
Till bråddjupets rand är ett drama av Anne Charlotte Leffler från 1876. Det har aldrig utkommit i bokform, men manuskriptet finns bevarat i Kungliga biblioteket i Stockholm.

## Om pjäsen
Till bråddjupets rand skrevs under elva dagar 1876. Leffler väntade vid samma tid på att pjäsen Pastorsadjunkten skulle sättas upp Kungliga Dramatiska Teatern i Stockholm. När detta drog ut på tiden blev hon lovad att få en annan pjäs uppsatt, om den färdigställdes tillräckligt snabbt. Trots att Leffler höll vad hon lovade blev pjäsen refuserad. Hon försökte också få pjäsen uppsatt i Köpenhamn utan framgång.
Pjäsens huvudroller är utvecklade ur en kontakt Leffler hade med Olof Arborelius och dennes hustru Maria. Leffler var under arbetet med pjäsen lycklig och fick bekräftelse av sin omgivning. Hon tycker själv att hon aldrig känt sig så inspirerad och skrivit så snabbt och flytande. Hon kallade dialogen för "briljant" och situationerna och rollfigurerna för "högst pikanta". I ett brev till vännen Thecla Sköldberg skrev hon:
| ”                        | Det är utom all fråga, att det kommer att göra stor succés, ty det är i hög grad dramatiskt. Stora karaktärsroller för Fru Hwasser, Fru Wennerström eller Frankenfeldt, Fredriksson o Hartman. | „ |
| – Anne Charlotte Leffler | |   |

Leffler läste upp sin pjäs för modern Gustava Mittag-Leffler, några kusiner, Merelina Stanley och Kornelia Pålman, som enligt Leffler alla blev "högst förtjusta". Leffler benämnde själv pjäsen som sitt "favoritstycke".

## Handling
En ung man har fastnat i en kreativitetskris, men eftersom han har ett sjukt barn att ta hand om kan han inte tacka ja till det stipendium som han har blivit erbjuden. Vidare har han äktenskapliga bekymmer och börjar därför snegla åt en förförisk och rik kvinna som erbjuder honom en resa till Italien. Efter mycket huvudbry bestämmer han sig dock för att stanna hos sin hustru.

### Fotnoter
1. 1 2 3  Lauritzen 2012, s. 137-142
2. ↑  ”Anne Charlotte Lefflers papper”. Arken. Kungliga Biblioteket. Arkiverad från originalet den 4 juli 2019. https://web.archive.org/web/20190704203143/https://arken.kb.se/SE-S-HS-L4. Läst 28 november 2012.
3. 1 2  Lauritzen 2012, s. 138